# Keiko Han
Keiko Han (jap. 潘 恵子 Han Keiko; ur. 5 kwietnia 1953 w Tokio) – japońska aktorka.

## Życiorys
Han zdobyła sławę, podkładając głos postaci kotki Luny w serialu anime Sailor Moon oraz Saori Kido w Rycerzach Zodiaku. Użycza głosu także w wielu grach na konsolę PS2. Jej córką jest Megumi Han.

## Role głosowe

### Seriale telewizyjne
- 2009: Saint Seiya: The Lost Canvas – Atena
- 2005–2008: Rycerze Zodiaku, seria Hades i Elizjum – Saori Kido/Atena
- 2005: Pretty Guardian Sailor Moon: Act Zero – Luna
- 2004: Pretty Guardian Sailor Moon: Act Special – Luna
- 2004: Uchû kôkyôshi Mater: Ginga tetsudô Three-Nine gaiden – Promethium
- 2004: Saint Seiya: Niebiański Rozdział - Uwertura – Saori Kido/Atena
- 2003–2004: Pretty Guardian Sailor Moon – Luna
- 1997–2002: Pokémon – Profesor Uchikido
- 1996–1997: Czarodziejka z Księżyca, seria Stars – Luna
- 1996: Meitantei Conan (Case Closed / Capitaine Conan) – Megumi
- 1995–1996: Czarodziejka z Księżyca, seria Super S – Luna
- 1995: Sailor Moon Super S Plus: Ami-chan no hatsukoi – Luna
- 1994–1995: Czarodziejka z Księżyca, seria S – Luna
- 1993–1994: Czarodziejka z Księżyca, seria R – Luna
- 1992–1993: Czarodziejka z Księżyca – Luna / królowa Beryl
- 1989: Saint Seiya: Wojownicy Świętej Wojny – Saori Kido/Atena
- 1988: Saint Seiya: Legenda purpurowego chłopca – Saori Kido/Atena
- 1988: Saint Seiya: Zażarta walka bogów – Saori Kido/Atena
- 1987: Saint Seiya: Historia Złotego Jabłka – Saori Kido/Atena
- 1986–1989: Rycerze Zodiaku (Knights of the Zodiac / Saint Seiya) – Saori Kido/Atena
- 1986: Maple Town monogatari (Maple Town Story) – Ann
- 1981: Małe Kobietki (Little Women) – Beth
- 1979: Kidō Senshi Gundam (Mobile Suit Gundam) – Lalah Sune

### Inne
- Anpan-man – Oshiruko-chan
- Haou Taikei Ryuu Knight – Maria
- Marmalade Boy – matka Keia
- Ultraman Kids – Piko